# Fauba
 El sitio arqueológico de Fauba es una cantera prehistórica en una cordillera de la isla Tol en el estado de Chuuk de los Estados Federados de Micronesia.

## Descripción
El sitio consiste en un área encerrada por un muro de piedra que tiene una forma aproximadamente triangular. El muro tiene una altura de entre 1 y 1,5 metros y un grosor de aproximadamente 1 metro.  
El área cerrada incluye una serie de plataformas de piedra, y hay un lugar de desperdicios fuera del recinto que se cree que está asociado con el sitio. El propósito exacto del sitio es tema de debate: aunque su ubicación tiene beneficios militares evidentes (incluidas las vistas dominantes de la laguna Chuuk y otras islas del atolón), no está claro si realmente se vio actividad militar.
El sitio fue incluido en el Registro Nacional de Lugares Históricos de los Estados Unidos en 1978, cuando la región era parte del Territorio en Fideicomiso de las Islas del Pacífico administrado por los norteamericanos. 